# Fenwood (Wisconsin)
Fenwood es una villa ubicada en el condado de Marathon en el estado estadounidense de Wisconsin. En el Censo de 2010 tenía una población de 152 habitantes y una densidad poblacional de 59,4 personas por km².

## Geografía
Fenwood se encuentra ubicada en las coordenadas 44°51′57″N 90°0′52″O / 44.86583, -90.01444. Según la Oficina del Censo de los Estados Unidos, Fenwood tiene una superficie total de 2.56 km², de la cual 2.56 km² corresponden a tierra firme y (0%) 0 km² es agua.

## Demografía
Según el censo de 2010, había 152 personas residiendo en Fenwood. La densidad de población era de 59,4 hab./km². De los 152 habitantes, Fenwood estaba compuesto por el 97.37% blancos, el 0% eran afroamericanos, el 0% eran amerindios, el 0% eran asiáticos, el 0% eran isleños del Pacífico, el 0.66% eran de otras razas y el 1.97% pertenecían a dos o más razas. Del total de la población el 2.63% eran hispanos o latinos de cualquier raza.